# Klaus Wilmann
 Der er for få eller ingen kildehenvisninger i denne artikel, hvilket er et problem. Du kan hjælpe ved at angive troværdige kilder til de påstande, som fremføres i artiklen.

Klaus Wilmann f. 1952 er forhenværende mangeårig næstformand for BUPL, direktør for Frie Børnehaver og formand for Børnerådet. Med sin baggrund som pædagog har han gennem sin karriere arbejdet for børns vilkår og rettigheder. I 2016 fratrådte han sin stilling som centerchef for Familieplejen i Københavns Kommune for at gå på pension. Klaus Wilmann er gift med Marianne Andersen. Han har sønnerne Mikkel, Rasmus og Mads Wilmann. Sidstnævnte er også fagligt aktiv og forhenværende tillidsmand.